# Sebastián Prieto
Sebastián Prieto (19 mei 1975) is een tennisspeelster uit Argentinië, die gespecialiseerd is in het dubbelspel, waarbij hij tien toernooien in het ATP-circuit won. Sinds 1999 komt hij uit voor het Argentijnse Davis-Cup team.

## Palmares
| Legenda                       | Legenda               |
| ----------------------------- | --------------------- |
| Grand Slam                    |                       |
| Olympische Spelen             |                       |
| tot 2009                      | vanaf 2009            |
| Tennis Masters Cup            | ATP Finals            |
| ATP Masters Series            | ATP Tour Masters 1000 |
| ATP International Series Gold | ATP Tour 500          |
| ATP International Series      | ATP Tour 250          |

#### Enkelspel
| Nr.                  | Datum             | Toernooi   | Ondergrond | Tegenstander in finale | Score            | Details |
| -------------------- | ----------------- | ---------- | ---------- | ---------------------- | ---------------- | ------- |
| Gewonnen ATP-finales |                   |            |            |                        |                  |         |
| 1.                   | 11 oktober 1998   | Santiago   | Gravel     | Peter Wessels          | 7-5, 6-4         |         |
| 2.                   | 26 september 1999 | Sevilla    | Gravel     | Jacobo Diaz            | 4-6, 6-2, 6-1    |         |
| 3.                   | 21 oktober 2001   | Brasilia-2 | Gravel     | Sébastien de Chaunac   | 6-4, 4-6, 7-6(6) |         |

### Dubbelspel
| Nr.                                  | Jaar              | Toernooi             | Ondergrond    | Partner          | Tegenstanders in finale                | Score               | Details |
| ------------------------------------ | ----------------- | -------------------- | ------------- | ---------------- | -------------------------------------- | ------------------- | ------- |
| Gewonnen finales herendubbelspel     |                   |                      |               |                  |                                        |                     |         |
| 1.                                   | 15 november 1998  | ATP Santiago         | Gravel        | Mariano Hood     | Massimo Bertolini Devin Bowen          | 7-6, 6-7, 7-6       | Details |
| 2.                                   | 10 oktober 1999   | ATP Palermo          | Gravel        | Mariano Hood     | Lan Bale Alberto Martín                | 6-3, 6-1            | Details |
| 3.                                   | 3 februari 2001   | ATP Bogota           | Gravel        | Mariano Hood     | Martín Rodríguez André Sá              | 6-2, 6-4            | Details |
| 4.                                   | 23 februari 2003  | ATP Buenos Aires (1) | Gravel        | Mariano Hood     | Lucas Arnold Ker David Nalbandian      | 6-2, 6-2            | Details |
| 5.                                   | 24 juli 2005      | ATP Stuttgart        | Gravel        | José Acasuso     | Mariano Hood Tommy Robredo             | 7-6(4), 6-3         | Details |
| 6.                                   | 18 september 2005 | ATP Boekarest        | Gravel        | José Acasuso     | Victor Hănescu Andrei Pavel            | 6-3, 4-6, 6-3       | Details |
| 7.                                   | 5 februari 2006   | ATP Viña del Mar (1) | Gravel        | José Acasuso     | František Čermák Leoš Friedl           | 7-6(2), 6-4         | Details |
| 8.                                   | 25 februari 2007  | ATP Buenos Aires (2) | Gravel        | Martín García    | Albert Montañés Rubén Ramírez Hidalgo  | 6-4, 6-2            | Details |
| 9.                                   | 3 februari 2008   | ATP Viña del Mar (2) | Gravel        | José Acasuso     | Maximo González Juan Mónaco            | 6-1, 3-0, opgave    | Details |
| 10.                                  | 21 februari 2010  | ATP Buenos Aires (3) | Gravel        | Horacio Zeballos | Simon Greul Peter Luczak               | 7-6(4), 6-3         | Details |
| Verloren finales herendubbelspel     |                   |                      |               |                  |                                        |                     |         |
| 1.                                   | 11 augustus 1996  | ATP San Marino (1)   | Gravel        | Mariano Hood     | Pablo Albano Lucas Arnold Ker          | 1-6, 3-6            | Details |
| 2.                                   | 16 augustus 1998  | ATP San Marino (2)   | Gravel        | Mariano Hood     | Jiří Novák David Rikl                  | 4-6, 6-7            | Details |
| 3.                                   | 18 februari 2001  | ATP Viña del Mar     | Gravel        | Mariano Hood     | Lucas Arnold Ker Tomás Carbonell       | 4-6, 6-2, 3-6       | Details |
| 4.                                   | 25 februari 2001  | ATP Buenos Aires (1) | Gravel        | Mariano Hood     | Lucas Arnold Ker Tomás Carbonell       | 7-5, 5-7, 6-7(5)    | Details |
| 5.                                   | 2 mei 2004        | ATP Barcelona        | Gravel        | Mariano Hood     | Mark Knowles Daniel Nestor             | 6-4, 3-6, 4-6       | Details |
| 6.                                   | 15 augustus 2004  | ATP Sopot (1)        | Gravel        | Martín García    | František Čermák Leoš Friedl           | 6-2, 2-6, 3-6       | Details |
| 7.                                   | 13 februari 2005  | ATP Buenos Aires (2) | Gravel        | José Acasuso     | František Čermák Leoš Friedl           | 2-6, 5-7            | Details |
| 8.                                   | 10 juli 2005      | ATP Båstad (1)       | Gravel        | José Acasuso     | Jonas Björkman Joachim Johansson       | 2-6, 3-6            | Details |
| 9.                                   | 7 augustus 2005   | ATP Sopot (2)        | Gravel        | Lucas Arnold Ker | Mariusz Fyrstenberg Marcin Matkowski   | 6-7(7), 4-6         | Details |
| 10.                                  | 9 oktober 2005    | ATP Metz             | Gravel        | José Acasuso     | Michaël Llodra Fabrice Santoro         | 2-5, 5-3, 4-5(4)    | Details |
| 11.                                  | 6 augustus 2006   | ATP Sopot (3)        | Gravel        | Martín García    | František Čermák Leoš Friedl           | 3-6, 5-7            | Details |
| 12.                                  | 15 april 2007     | ATP Valencia         | Gravel        | Yves Allegro     | Wesley Moodie Todd Perry               | 5-7, 5-7            | Details |
| 13.                                  | 6 mei 2007        | ATP Estoril          | Gravel        | Martín García    | Marcelo Melo André Sá                  | 6-3, 2-6, [6-10]    | Details |
| 14.                                  | 15 juli 2007      | ATP Båstad (2)       | Gravel        | Martín García    | Simon Aspelin Julian Knowle            | 2-6, 4-6            | Details |
| 15.                                  | 5 augustus 2007   | ATP Sopot (4)        | Gravel        | Martín García    | Mariusz Fyrstenberg Marcin Matkowski   | 1-6, 1-6            | Details |
| 16.                                  | 16 september 2007 | ATP Boekarest        | Gravel        | Martín García    | Oliver Marach Michal Mertiňák          | 6-7(2), 6-7(8)      | Details |
| Gewonnen challengers herendubbelspel |                   |                      |               |                  |                                        |                     |         |
| 1.                                   | 3 augustus 1997   | Meran                | Gravel        | Mariano Hood     | Cristian Brandi Filippo Messori        | 6-1, 4-6, 7-6       |         |
| 2.                                   | 7 september 1997  | Santa Cruz           | Gravel        | Mariano Hood     | Egberto Caldas Adriano Ferreira        | 7-6, 4-6, 6-3       |         |
| 3.                                   | 12 oktober 1997   | Lima (1)             | Gravel        | Mariano Hood     | Kris Goossens Jimy Szymanski           | 6-2, 6-1            |         |
| 4.                                   | 14 december 1997  | Santiago (1)         | Gravel        | Mariano Hood     | Diego Del Río Mariano Puerta           | 7-5, 6-1            |         |
| 5.                                   | 9 augustus 1999   | Poznań               | Gravel        | Martin Rodríguez | Cristian Brandi Marcio Carlsson        | 6-3, 6-4            |         |
| 6.                                   | 14 maart 1999     | Salinas (1)          | Hardcourt     | Mariano Hood     | Lucas Arnold Ker Daniel Orsanic        | 6-2, 7-6            |         |
| 7.                                   | 18 april 1999     | Nice                 | Gravel        | Martín García    | Tomáš Cibulec Leoš Friedl              | 7-6, 6-4            |         |
| 8.                                   | 13 juni 1999      | Maia (1)             | Gravel        | Mariano Hood     | Emanuel Couto Bernardo Mota            | 6-2, 6-0            |         |
| 9.                                   | 29 oktober 2000   | São Paulo-2          | Gravel        | Mariano Hood     | Tomas Behrend German Puentes           | 6-3, 7-6(6)         |         |
| 10.                                  | 29 september 2002 | Maia (2)             | Gravel        | Sergio Roitman   | Paul Baccanello Todd Perry             | 6-4, 6-4            |         |
| 11.                                  | 3 november 2002   | São Paulo-3          | Gravel        | Mariano Hood     | Luis Horna Sergio Roitman              | 6-3, 6-4            |         |
| 12.                                  | 16 maart 2003     | Salinas (2)          | Hardcourt     | Martín García    | Michael Kohlmann Harel Levy            | Walk-over           |         |
| 13.                                  | 30 maart 2003     | Barletta             | Gravel        | Sergio Roitman   | Massimo Bertolini Giorgio Galimberti   | 6-3, 3-6, 6-3       |         |
| 14.                                  | 22 juni 2003      | Braunschweig         | Gravel        | Jim Thomas       | Juan Ignacio Chela Albert Montañés     | 4-6, 6-1, 6-4       |         |
| 15.                                  | 17 april 2005     | Bermuda              | Gravel        | Jordan Kerr      | Michal Tabara Tomáš Zíb                | Walk-over           |         |
| 16.                                  | 15 mei 2005       | Praag                | Gravel        | Jordan Kerr      | Travis Parrott Rogier Wassen           | 6-4, 6-3            |         |
| 17.                                  | 27 november 2005  | Buenos Aires (1)     | Gravel        | Lucas Arnold Ker | Rubén Ramírez Hidalgo Santiago Ventura | 6-0, 6-4            |         |
| 18.                                  | 21 oktober 2007   | Andrézieux           | Hardcourt (i) | Martín García    | José Acasuso Diego Hartfield           | 6-3, 6-1            |         |
| 19.                                  | 18 november 2007  | Buenos Aires (2)     | Gravel        | Marcelo Melo     | Brian Dabul Maximo González            | 6-4, 7-6            |         |
| 20.                                  | 26 oktober 2008   | Buenos Aires (3)     | Gravel        | Maximo González  | Thomaz Bellucci Rubén Ramírez Hidalgo  | 7-5, 6-3            |         |
| 21.                                  | 30 november 2008  | Lima (2)             | Gravel        | Luis Horna       | Ramón Delgado Julio Silva              | 6-3, 6-3            |         |
| 22.                                  | 22 maart 2009     | Santiago (2)         | Gravel        | Horacio Zeballos | Rogerio Dutra Silva Flávio Saretta     | 7-6(2), 6-2         |         |
| 23.                                  | 22 maart 2009     | Bogota               | Gravel        | Horacio Zeballos | Alexander Peya Fernando Vicente        | 4-6, 6-1, [11-9]    |         |
| 24.                                  | 19 juli 2009      | Bogota-2             | Gravel        | Horacio Zeballos | Marcos Daniel Ricardo Mello            | 6-4, 7-5            |         |
| 25.                                  | 9 augustus 2009   | San Marino           | Gravel        | Lucas Arnold Ker | Johan Brunström Jean-Julien Rojer      | 7-6(4), 2-6, [10-7] |         |
| 26.                                  | 20 september 2009 | Cali                 | Gravel        | Horacio Zeballos | Ricardo Hocevar João Souza             | 4-6, 6-3, [10-5]    |         |
| 27.                                  | 10 januari 2010   | São Paulo            | Hardcourt     | Brian Dabul      | Tomasz Bednarek Mateusz Kowalczyk      | 6-3, 6-3            |         |

## Resultaten grandslamtoernooien
| Legenda | Legenda                          |
| ------- | -------------------------------- |
| g.t.    | geen toernooi gehouden           |
| l.c.    | lagere categorie                 |
| –       | niet deelgenomen                 |
| G       | uitgeschakeld in de groepsfase   |
| 1R      | uitgeschakeld in de eerste ronde |
| 2R      | uitgeschakeld in de tweede ronde |
| 3R      | uitgeschakeld in de derde ronde  |
| 4R      | uitgeschakeld in de vierde ronde |
| KF      | uitgeschakeld in de kwartfinale  |
| HF      | uitgeschakeld in de halve finale |
| F       | de finale verloren               |
| W       | het toernooi gewonnen            |
| w-v     | winst/verlies-balans             |

### Enkelspel
Prieto speelde tot en met 2011 niet in het enkelspel op een grandslamtoernooi. 

### Mannendubbelspel
| Toernooi        | 1998 | 1999 | 2000 | 2001 | 2002 | 2003 | 2004 | 2005 | 2006 | 2007 | 2008 | 2009 | 2010 |
| --------------- | ---- | ---- | ---- | ---- | ---- | ---- | ---- | ---- | ---- | ---- | ---- | ---- | ---- |
| Australian Open | –    | 1R   | 1R   | –    | 1R   | 1R   | 2R   | 2R   | 3R   | 1R   | –    | 1R   | 1R   |
| Roland Garros   | 3R   | 3R   | 1R   | 1R   | 3R   | KF   | 2R   | 1R   | 2R   | 2R   | 2R   | 1R   | 1R   |
| Wimbledon       | 1R   | 1R   | 1R   | –    | –    | 2R   | 2R   | 1R   | 3R   | 2R   | 1R   | 1R   | 1R   |
| US Open         | 1R   | 2R   | 2R   | 1R   | 1R   | 3R   | 1R   | 2R   | 1R   | 1R   | 1R   | 1R   | –    |